# Obrąb (powiat wyszkowski)
Obrąb – wieś w Polsce położona w województwie mazowieckim, w powiecie wyszkowskim, w gminie Zabrodzie. Ma status sołectwa.
Prywatna wieś szlachecka położona była w drugiej połowie XVI wieku w powiecie kamienieckim ziemi nurskiej województwa mazowieckiego.
W latach 1954–1961 wieś należała do gromady Mokrawieś, następnie należała do i była siedzibą władz gromady Obrąb. W latach 1975–1998 miejscowość należała administracyjnie do województwa ostrołęckiego.
Na początku XIX wieku właścicielem majątku był Joachim Mrokowski, a następnie przejęła go rodzina Beyerów, z której wywodził się znany fotograf warszawski Karol Beyer, szwagier poprzedniego właściciela – Joachima Mrokowskiego.
Na przełomie XIX i XX wieku, właścicielem większej części wsi była rodzina Krzyżewskich.
We wsi znajduje się jeden sklep.
Wierni Kościoła rzymskokatolickiego należą do parafii Najświętszej Maryi Panny Królowej Pokoju w Kicinach.